# 星吹彩翔
星吹 彩翔（ほしぶき あやと、10月2日 - ）は、元宝塚歌劇団宙組の男役。
京都府京都市、市立大原野中学校出身。身長169cm。愛称は「モンチ」。

## 来歴
2005年、宝塚音楽学校入学。
2007年、宝塚歌劇団に93期生として入団。入団時の成績は22番。星組公演「さくら／シークレット・ハンター」で初舞台。その後、宙組に配属。
2009年7月から2010年6月まで「TAKARAZUKA SKY STAGE」にて第8期スカイ・フェアリーズ、2015年7月から2017年6月まで第3期スカイ・ナビゲーターズを務めた。
2020年2月16日、「エル ハポン／アクアヴィーテ!!」東京公演千秋楽をもって、宝塚歌劇団を退団。

## 宝塚歌劇団時代の主な舞台

### 初舞台
- 2007年3 - 4月、星組『さくら』『シークレット・ハンター』（宝塚大劇場のみ）[3]

### 宙組時代
- 2007年6 - 9月、『バレンシアの熱い花』『宙 FANTASISTA!』
- 2008年2 - 5月、『黎明（れいめい）の風』『Passion 愛の旅』
- 2008年6 - 7月、『殉情（じゅんじょう）』（バウホール）
- 2008年9 - 12月、『Paradise Prince（パラダイス プリンス）』 - 新人公演：ピーター（本役：早霧せいな）『ダンシング・フォー・ユー』
- 2009年2 - 3月、『逆転裁判 -蘇る真実-』（バウホール・日本青年館）
- 2009年4 - 7月、『薔薇に降る雨』 - 新人公演：クリストフ（本役：七帆ひかる）『Amour それは…』
- 2009年8月、『大江山花伝』 - 秋風『Apasionado!!II』（博多座）
- 2009年11 - 2010年2月、『カサブランカ』 - 駅員、新人公演：アブドゥル（本役：鳳樹いち）
- 2010年3月、『Je Chante（ジュ シャント）-終わりなき喝采-』（バウホール） - ルイ
- 2010年5 - 8月、『TRAFALGAR（トラファルガー）』 - マテュー、新人公演：オーレリー・バイロン（本役：蓮水ゆうや）『ファンキー・サンシャイン』
- 2010年9月、『銀ちゃんの恋』（全国ツアー） - 橘の子分
- 2010年11 - 2011年1月、『誰がために鐘は鳴る』 - パコ、新人公演：ホアキン（本役：凪七瑠海）
- 2011年3月、『ヴァレンチノ』（ドラマシティ）
- 2011年5 - 8月、『美しき生涯』 - 新人公演：脇坂安治（本役：春風弥里）『ルナロッサ』
- 2011年8月、『ヴァレンチノ』（日本青年館）
- 2011年10 - 12月、『クラシコ・イタリアーノ』 - ポール・ジョンソン、新人公演：ペッピーノ・ブラージ（本役：蓮水ゆうや）『NICE GUY!!』
- 2012年1 - 2月、『ロバート・キャパ 魂の記録』（バウホール・日本青年館） - デヴィッド・シーモア（シム）
- 2012年4 - 7月、『華やかなりし日々』 - ロナウド（少年）、新人公演：ニック・ウェルズ（本役：北翔海莉）『クライマックス』[3]
- 2012年8 - 11月、『銀河英雄伝説@TAKARAZUKA』 - トリュー二ヒト、新人公演：フリードリヒⅣ世／ドワイト・グリーンヒル（本役：寿つかさ）
- 2013年1月、『銀河英雄伝説@TAKARAZUKA』（博多座） - トリュー二ヒト
- 2013年3 - 6月、『モンテ・クリスト伯』 - アリ、新人公演：ファリア司祭／モレル社長（本役：寿つかさ）『Amour de 99!!-99年の愛-』[3]
- 2013年7 - 8月、『the WILD Meets the WILD』（バウホール） - レナード・タトル
- 2013年9 - 12月、『風と共に去りぬ』 - フィル、新人公演：ワイティング夫人（本役：天玲美音）
- 2014年2月、『ロバート・キャパ 魂の記録』 - デヴィッド・シーモア（シム）『シトラスの風II』（中日劇場）
- 2014年5 - 7月、『ベルサイユのばら-オスカル編-』 - オスカル（幼少時代）
- 2014年8 - 9月、『ベルサイユのばら-フェルゼンとマリー・アントワネット編-』（全国ツアー） - ベルナール・シャトレ
- 2014年11 - 2015年2月、『白夜の誓い -グスタフIII世、誇り高き王の戦い-』 - ロビン『PHOENIX 宝塚!!-蘇る愛-』
- 2015年3 - 4月、『TOP HAT』（梅田芸術劇場・赤坂ACTシアター） - ジョージ／ポーター（ジム）／コレッリ支配人
- 2015年6 - 8月、『王家に捧ぐ歌』 - エチオピアの戦士
- 2015年10 - 11月、『メランコリック・ジゴロ』 - マチウ『シトラスの風III』（全国ツアー）[3]
- 2016年1 - 3月、『Shakespeare〜空に満つるは、尽きせぬ言の葉〜』 - ベン・ジョンソン『HOT EYES!!』
- 2016年5月、『王家に捧ぐ歌』（博多座） - サウフェ
- 2016年7 - 10月、『エリザベート-愛と死の輪舞（ロンド）-』 - ヴィンディッシュ嬢
- 2016年11 - 12月、『バレンシアの熱い花』 - ホルヘ『HOT EYES!!』（全国ツアー）
- 2017年2 - 4月、『王妃の館-Château de la Reine-』 - アコーディオン弾き『VIVA! FESTA!』
- 2017年6月、『A Motion（エース モーション）』（梅田芸術劇場・文京シビックホール）
- 2017年8 - 11月、『神々の土地』 - 家令ポポーヴィッチ『クラシカル ビジュー』
- 2018年1月、『WEST SIDE STORY』（東京国際フォーラム） - ビッグディール
- 2018年3 - 6月、『天（そら）は赤い河のほとり』 - サリ・アルヌワンダ『シトラスの風-Sunrise-』
- 2018年10 - 12月、『白鷺（しらさぎ）の城（しろ）』 - 殿上人『異人たちのルネサンス』 - 枢機卿／貴族
- 2019年2月、『黒い瞳』 - イヴァン中尉『VIVA! FESTA! in HAKATA』（博多座）
- 2019年4 - 7月、『オーシャンズ11』 - ハリー・ウッズ
- 2019年8 - 9月、『追憶のバルセロナ』 - アズナワール『NICE GUY!!』（全国ツアー）
- 2019年11 - 2020年2月、『El Japón（エル ハポン）-イスパニアのサムライ-』 - フェリペ3世『アクアヴィーテ（aquavitae）!!』 退団公演[6][3]

### 出演イベント
- 2008年7月、『宝塚巴里祭2008』[3]
- 2009年5月、陽月華ミュージック・サロン『STAY GOLD』[7]
- 2009年9月、轟悠ディナーショー『Yu, il mondo!』
- 2009年12月、タカラヅカスペシャル2009『WAY TO GLORY』（コーラス）
- 2010年12月、タカラヅカスペシャル2010『FOREVER TAKARAZUKA』（コーラス）
- 2012年7月、『宝塚巴里祭2012』[3]
- 2018年2月、『宙組誕生20周年記念イベント』
- 2018年7月、『宝塚巴里祭2018』[3]

## 宝塚歌劇団退団後の主な活動

### 舞台
- 2020年12月、『通りすがりのYouTuber』（CBGKシブゲキ!!）[8]
- 2021年4月、『ヴェニスの商人』（近鉄アート館）[9]
- 2021年9月、『アプローズ〜夢十夜〜』（日本青年館・バウホール）[10]
- 2022年11月、『商店街の話　セントラルポートアーケードサイクロン』（シアターグリーン）[11]

### ライブ・コンサート
- 2022年9月、『Dramatic City “夢”』（東京建物 Brillia HALL・ドラマシティ）[12]
- 2023年9月、『THE 北翔まつり』（国立文楽劇場・浅草公会堂）[13]
- 2024年7・11月、『Born anew』（あましんアルカイックホール・県民共済みらいホール）[14]

### イベント
- 2024年5月、高齢者施設15周年記念特別ライブショー [15]